# أوغي غاريدو
أوغي غاريدو (بالإنجليزية: Augie Garrido) هو لاعب كرة قاعدة ومدرب رياضي أمريكي، ولد في 6 فبراير 1939 في فاليجو في الولايات المتحدة، وتوفي في 15 مارس 2018 بسبب سكتة.